# Drosera barbigera
Drosera barbigera este o specie de plante carnivore din genul Drosera, familia Droseraceae, ordinul Caryophyllales, descrisă de Jules Émile Planchon.
Este endemică în:
- Ashmore-Cartier Is..
- Western Australia.

## Subspecii
Această specie cuprinde următoarele subspecii:
- D. b. barbigera
- D. b. silvicola

## Galerie

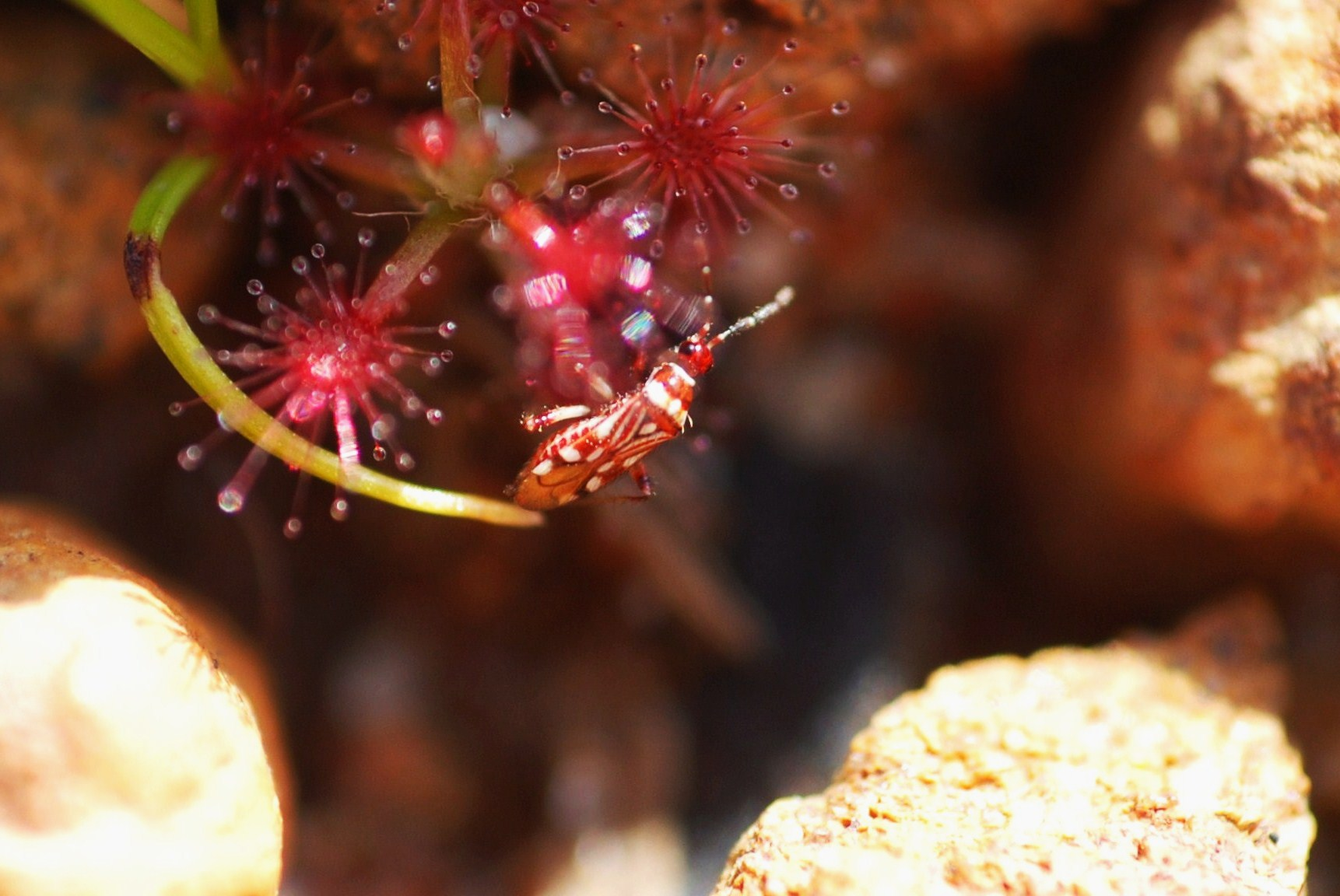
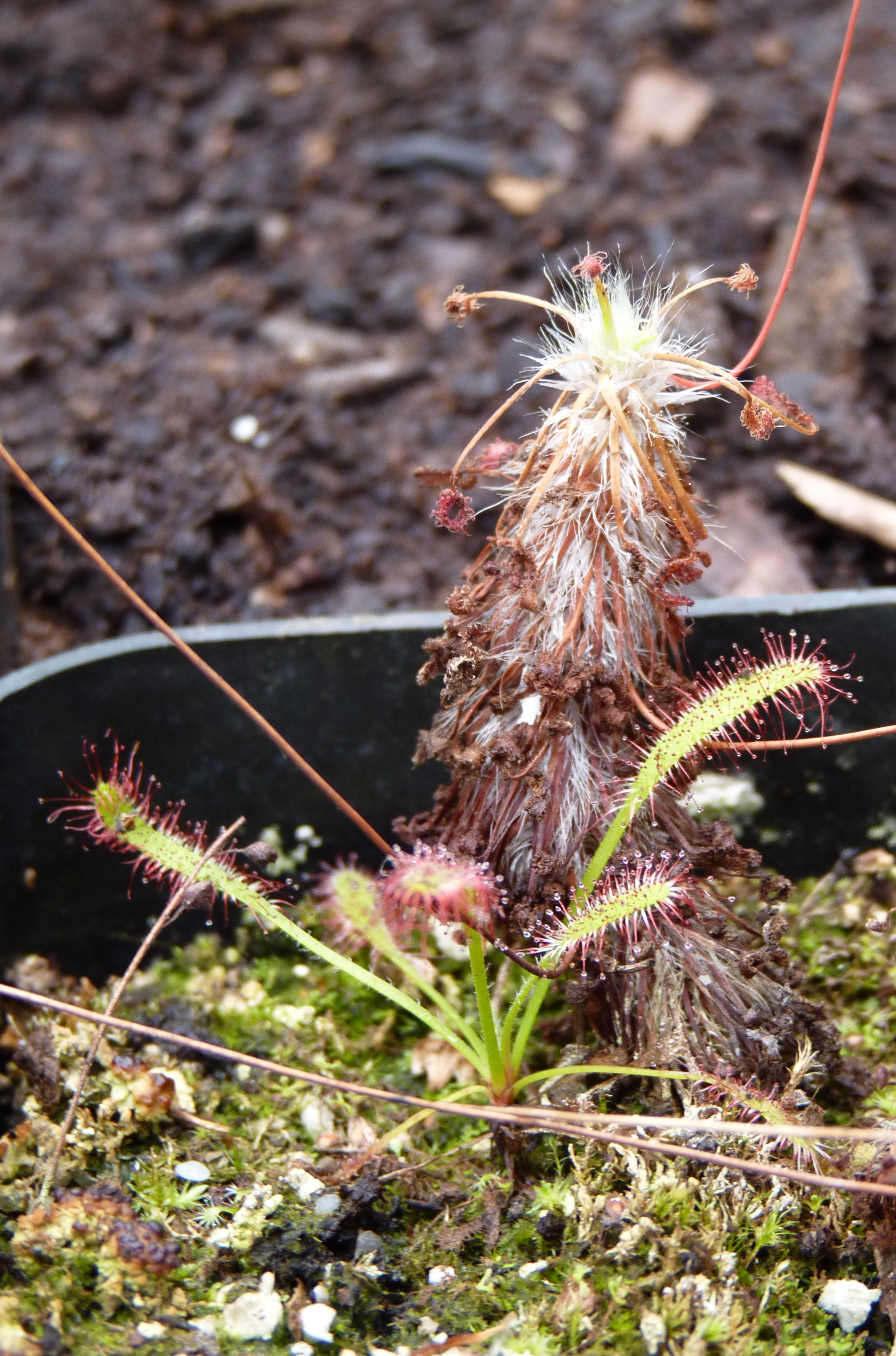